# Diolcogaster connexa
Diolcogaster connexa är en stekelart som först beskrevs av Christian Gottfried Daniel Nees von Esenbeck 1834.  Diolcogaster connexa ingår i släktet Diolcogaster och familjen bracksteklar. Inga underarter finns listade i Catalogue of Life.